# Biến thể Theta SARS-CoV-2
Biến thể Theta, còn được gọi là dòng P.3, là một trong những biến thể của SARS-CoV-2, vi-rút gây ra COVID-19. Biến thể lần đầu tiên được xác định ở Philippines vào ngày 18 tháng 2 năm 2021, khi hai đột biến đáng lo ngại được phát hiện ở Central Visayas. Nó được phát hiện tại Nhật Bản vào ngày 12 tháng 3 năm 2021, khi một du khách từ Philippines đến Sân bay Quốc tế Narita ở Tokyo.
Nó khác với những loài lần đầu tiên được phát hiện ở Vương quốc Anh, Nam Phi và Brazil, và được cho là gây ra mối đe dọa tương tự. Biến thể này có khả năng chống lại các kháng thể trung hòa, bao gồm cả những kháng thể thu được thông qua tiêm chủng, giống như cách các biến thể Nam Phi và Brazil xuất hiện.
Theo sơ đồ đặt tên đơn giản do Tổ chức Y tế Thế giới đề xuất, P.3 đã được gắn nhãn biến thể Theta và được coi là một biến thể được quan tâm (VOI), nhưng chưa phải là một biến thể đáng quan tâm.
Kể từ tháng 7 năm 2021, Theta không còn được coi là một biến thể được WHO quan tâm.

## Phân loại

### Đặt tên
Vào ngày 17 tháng 3 năm 2021, Bộ Y tế Công cộng Anh (PHE) đặt tên là Lineage P.3 VUI-21MAR-02.
Vào ngày 1 tháng 6 năm 2021, Tổ chức Y tế Thế giới (WHO) đã đặt tên dòng P.3 là biến thể Theta.

### Đột biến

Các đột biến axit amin của biến thể SARS-CoV-2 Theta được vẽ trên bản đồ bộ gen của SARS-CoV-2 với trọng tâm là phần tăng đột biến.

Các đột biến axit amin của biến thể SARS-CoV-2 Theta được vẽ trên bản đồ bộ gen của SARS-CoV-2 với trọng tâm là phần tăng đột biến.
Tổng cộng có 14 sự thay thế axit amin đã được quan sát thấy trong tất cả các mẫu (được đánh dấu màu đỏ), bao gồm bảy đột biến protein tăng đột biến. Trong số các đột biến tăng đột biến protein, bốn đột biến trước đây có liên quan đến các dòng họ cần quan tâm (ví dụ: E484K, N501Y, D614G và P681H) trong khi ba thay thế bổ sung đã được quan sát đối với vùng tận cùng C của protein (tức là, E1092K, H1101Y, và V1176F). Một axit amin thay thế duy nhất ở đầu tận cùng N của ORF8 (tức là K2Q) cũng được tìm thấy trong tất cả các mẫu. Ba đột biến khác đã được nhìn thấy trong 32 trong số 33 mẫu (được đánh dấu màu xanh lá cây) bao gồm sự mất đoạn ba axit amin ở các vị trí đột biến của protein 141 đến 143. Cuối cùng là năm đột biến đồng nghĩa (được đánh dấu màu xám) cũng được phát hiện trong tất cả các trường hợp.
| Gene   | Axit amin     |
| ------ | ------------- |
| ORF1ab | F924F         |
| ORF1ab | D1554G        |
| ORF1ab | S2433S        |
| ORF1ab | L3201P        |
| ORF1ab | D3681E        |
| ORF1ab | N3928N        |
| ORF1ab | L3930F        |
| ORF1ab | P4715L        |
| ORF1ab | A5692V        |
| S      | LGV141_143del |
| S      | E484K         |
| S      | N501Y         |
| S      | G593G         |
| S      | D614G         |
| S      | P681H         |
| S      | S875S         |
| S      | E1092K        |
| S      | H1101Y        |
| S      | V1176F        |
| ORF8   | K2Q           |
| N      | R203K         |
| N      | G204R         |

| Gene  | Axit amin     |
| ----- | ------------- |
| ORF1a | D1554G        |
| ORF1a | S2625F        |
| ORF1a | D2980N        |
| ORF1a | L3201P        |
| ORF1a | D3681E        |
| ORF1a | L3930F        |
| ORF1b | P314L         |
| ORF1b | L1203F        |
| ORF1b | A1291V        |
| S     | LGV141_143del |
| S     | E484K         |
| S     | N501Y         |
| S     | G593G         |
| S     | D614G         |
| S     | P681H         |
| S     | S875S         |
| S     | E1092K        |
| S     | H1101Y        |
| S     | V1176F        |
| ORF8  | K2Q           |
| N     | R203K         |
| N     | G204R         |

## Lịch sử
Vào ngày 18 tháng 2 năm 2021, các Sở Y tế của Philippines đã xác nhận việc phát hiện hai đột biến của COVID-19 tại Trung Visayas sau khi mẫu từ bệnh nhân đã được gửi đến trải qua trình tự bộ gen. Các đột biến sau đó được đặt tên là E484K và N501Y, được phát hiện ở 37 trong số 50 mẫu, với 29 trong số này đồng thời xảy ra cả hai đột biến. Không có tên chính thức cho các biến thể và trình tự đầy đủ vẫn chưa được xác định.
Vào ngày 12 tháng 3 năm 2021, Nhật Bản đã phát hiện ra biến thể này trên một du khách đến từ Philippines.
Vào ngày 13 tháng 3 năm 2021, Bộ Y tế xác nhận các đột biến tạo thành một biến thể mới, được chỉ định là dòng P.3. Cùng ngày, nó cũng xác nhận trường hợp đầu tiên của dòng dõi P.1 trên cả nước. Mặc dù các dòng P.1 và P.3 xuất phát từ cùng một dòng B.1.1.28, bộ cho biết tác động của dòng P.3 đối với hiệu quả và khả năng lây truyền của vắc-xin vẫn chưa được xác định.
Vào ngày 17 tháng 3 năm 2021, Vương quốc Anh xác nhận hai trường hợp đầu tiên của mình, trong đó Bộ Y tế Công cộng Anh (PHE) gọi nó là VUI-21MAR-02.
Vào ngày 30 tháng 4 năm 2021, Malaysia đã phát hiện 8 trường hợp thuộc dòng dõi P.3 ở Sarawak.